# Гоум-Гарден (Каліфорнія)
Гоум-Гарден (англ. Home Garden) — переписна місцевість (CDP) в США, в окрузі Кінгс штату Каліфорнія. Населення — 1653 особи (2020).

## Географія
Гоум-Гарден розташований за координатами 36°18′15″ пн. ш. 119°38′19″ зх. д. / 36.30417° пн. ш. 119.63861° зх. д. (36.304069, -119.638705).  За даними Бюро перепису населення США в 2010 році переписна місцевість мала площу 1,60 км², уся площа — суходіл. В 2017 році площа становила 1,15 км², уся площа — суходіл.

## Демографія
Згідно з переписом 2010 року, у переписній місцевості мешкала 1761 особа в 437 домогосподарствах у складі 376 родин. Густота населення становила 1102 особи/км².  Було 461 помешкання (288/км²).
Расовий склад населення:
| - 37,0 % — білих - 12,5 % — чорних або афроамериканців - 3,6 % — корінних американців - 2,8 % — азіатів - 0,5 % — вихідців з тихоокеанських островів - 38,4 % — осіб інших рас |

До двох чи більше рас належало 5,1 %. Частка іспаномовних становила 67,5 % від усіх жителів.
За віковим діапазоном населення розподілялося таким чином: 34,1 % — особи молодші 18 років, 57,4 % — особи у віці 18—64 років, 8,5 % — особи у віці 65 років та старші. Медіана віку мешканця становила 27,9 року. На 100 осіб жіночої статі у переписній місцевості припадало 100,8 чоловіків;  на 100 жінок у віці від 18 років та старших — 100,7 чоловіків також старших 18 років.
Середній дохід на одне домашнє господарство  становив 40 649 доларів США (медіана — 32 411), а середній дохід на одну сім'ю — 42 219 доларів (медіана — 35 288). Медіана доходів становила 28 684 долари для чоловіків та 23 250 доларів для жінок. За межею бідності перебувало 32,2 % осіб, у тому числі 44,8 % дітей у віці до 18 років та 12,2 % осіб у віці 65 років та старших.
Цивільне працевлаштоване населення становило 633 особи. Основні галузі зайнятості: сільське господарство, лісництво, риболовля — 19,3 %, виробництво — 17,5 %, роздрібна торгівля — 16,7 %.